# Waschgerätewerk Schwarzenberg
Der VEB Waschgerätewerk Schwarzenberg (kurz VEB WGW) war der größte Betrieb für die Entwicklung und Produktion von Waschgeräten in der DDR mit Firmensitz in Schwarzenberg/Erzgeb. Der VEB WGW war das Nachfolgeunternehmen der im Jahre 1946 verstaatlichten Kraußwerke. Im Laufe der Zeit wurden weitere Betriebe zugeordnet, sodass bis 1989 ein Großbetrieb mit etwa 3400 Beschäftigten entstand. Mit der Währungs-, Wirtschafts- und Sozialunion wurde der VEB am 1. Juni 1990 reprivatisiert und in eine GmbH umgewandelt. Danach erfolgten Ausgründungen verschiedener Betriebsteile, wobei der für die Waschgeräteproduktion ausgegründete Betriebsteil im Jahre 2000 in Konkurs ging und die über 100 Jahre währende Waschgeräteproduktion in Schwarzenberg/Erzgeb. endete.

## Firmengeschichte

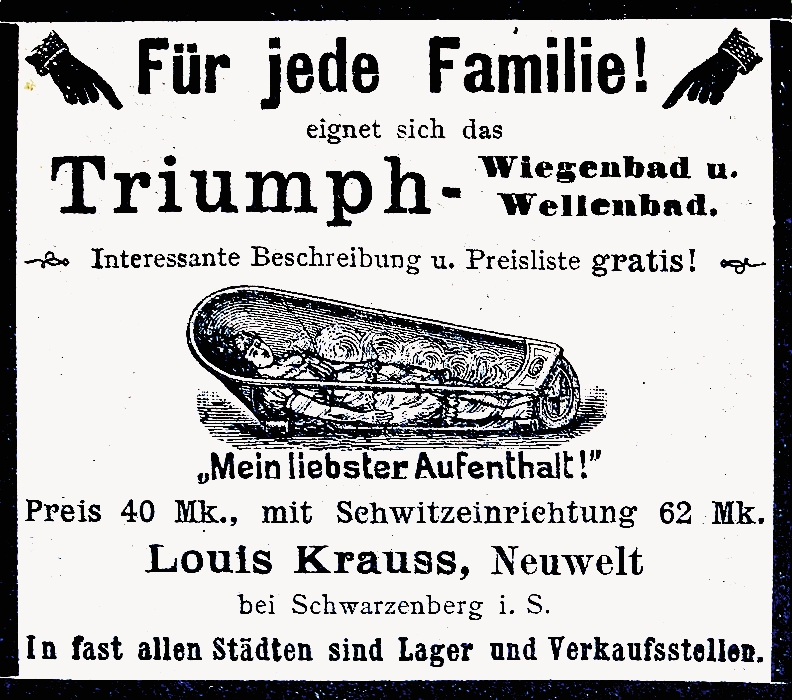
Geschäftsanzeige für das Triumph Wiegen- und Wellenbad, um 1898

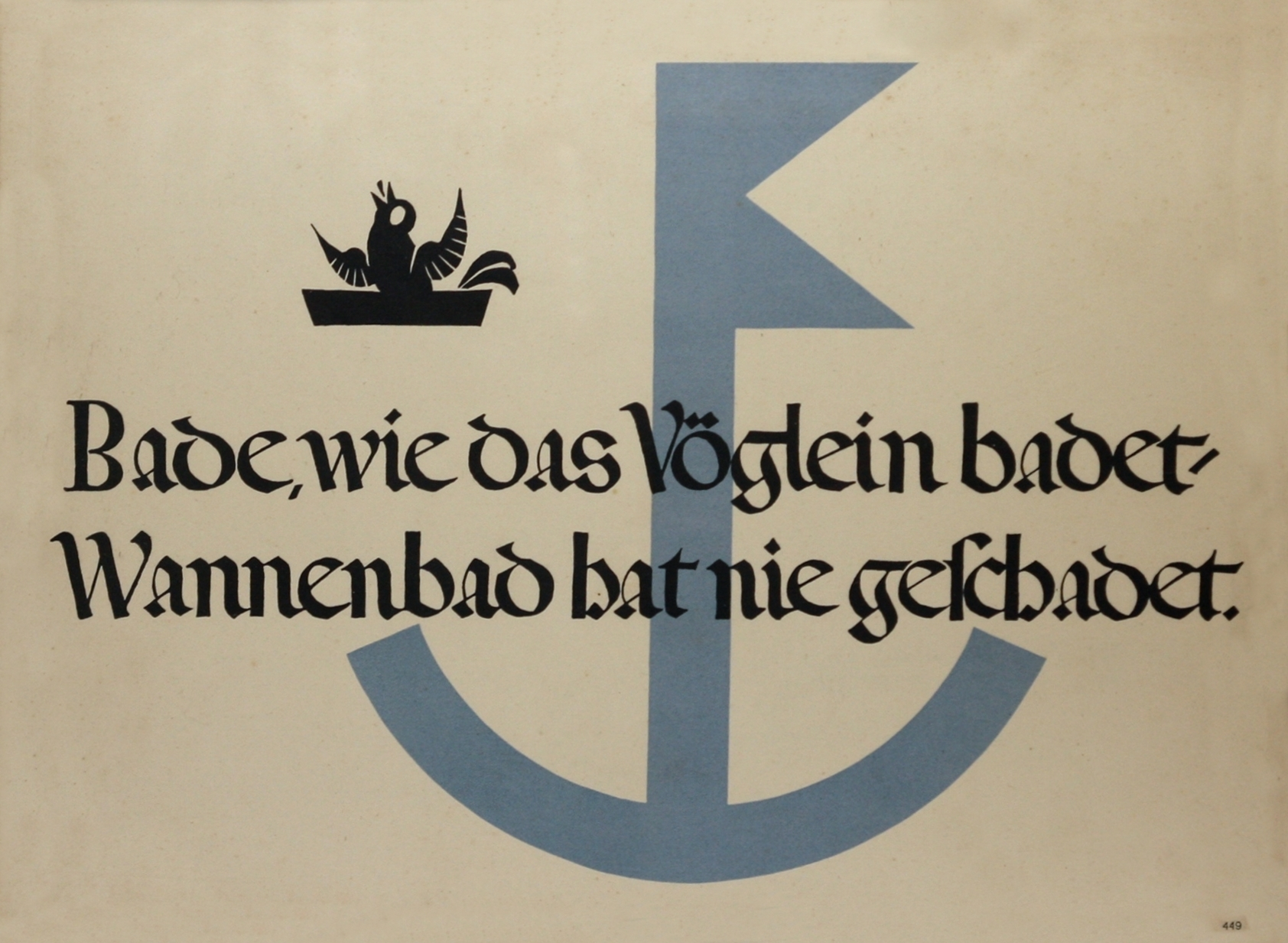
Werbeschild für Badewannen, Fa. Krauss

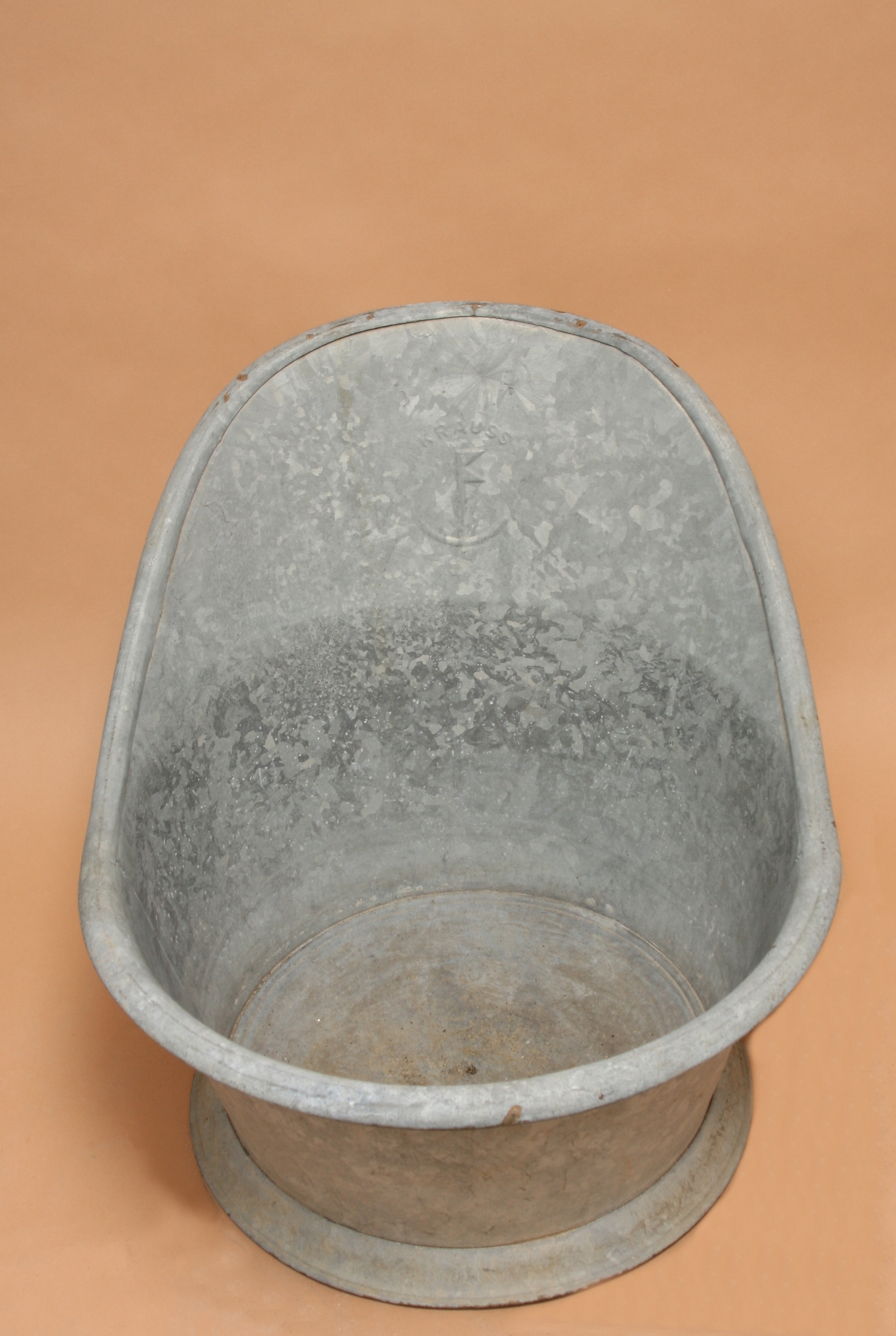
Sitzbadewanne, Fa. Krauss

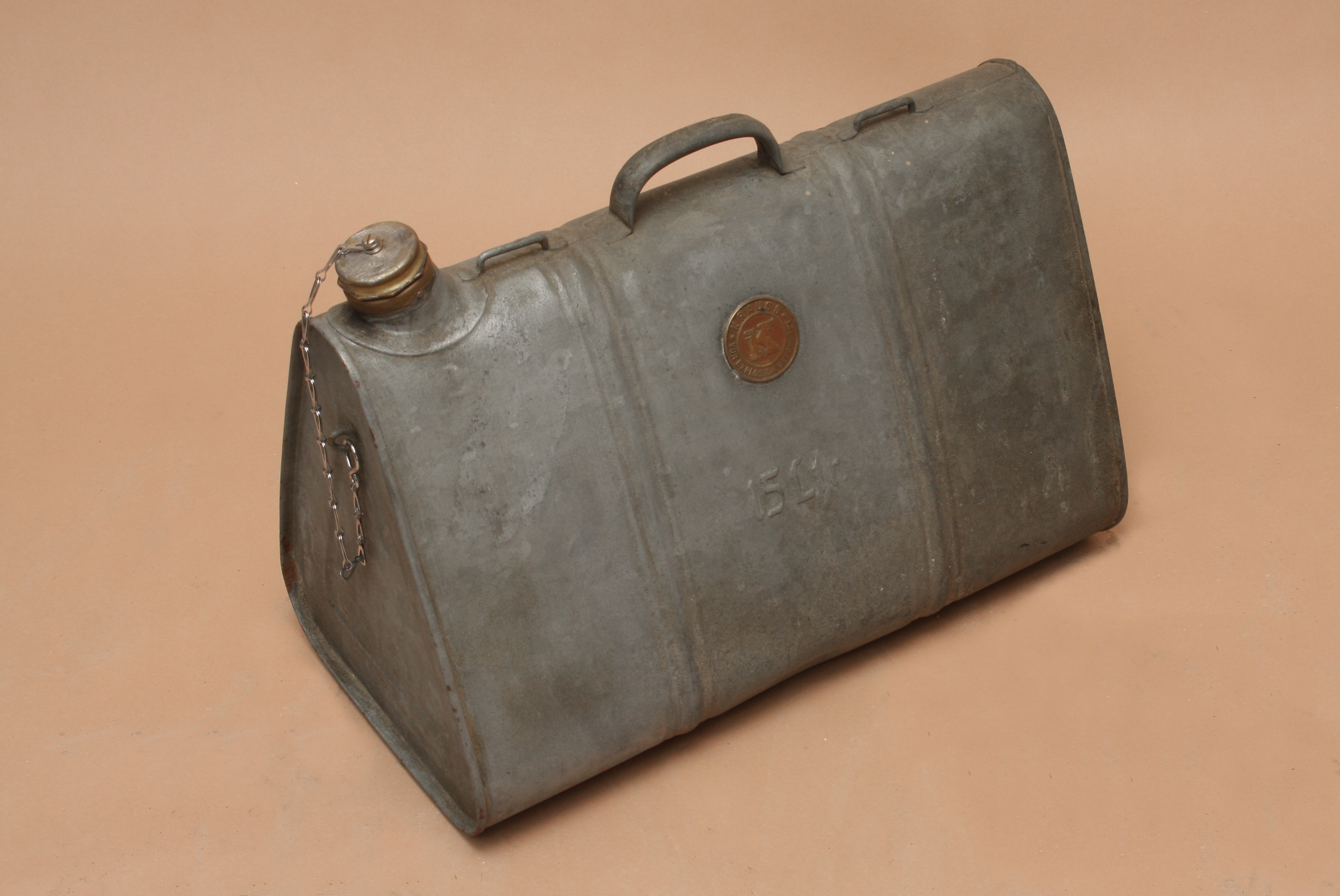
Dreieckskanister, Fa. Krauss

### Beginn als Klempnerwerkstatt
1887 gründete der Klempner Karl Louis Krauß in Neuwelt (Schwarzenberg) eine Klempnerwerkstatt zur Herstellung verschiedener Erzeugnisse aus Weißblech, wie z. B. Ölkannen, Trichter und Petroleumlampen. Auch die Wiegenschaukelbadewanne war ein Produkt aus dieser Werkstatt. Auf Grund der guten Umsätze und der erzielten Gewinne konnte Krauß die Expansion seines Unternehmens vorantreiben.

### Die Kraußwerke

#### Geschichte
In mehreren Bauabschnitten vergrößerte Krauß durch Grundstückskäufe im Stadtgebiet sein Unternehmen, das nun unter dem Namen Kraußwerke firmierte. Von Beginn an war die Umformung von Blechen zu Fertigerzeugnissen ein Spezialgebiet der Kraußwerke. Mit dem Bau einer großen Feuerverzinkerei im Jahre 1905 konnten die Schwarzblecherzeugnisse wie Waschwannen, Badewannen (darunter die sogenannte Volksbadewanne), Wärmflaschen oder Waschmaschinenteile mit einem dauerhaften Korrosionsschutz überzogen werden. – Der Sohn des Gründers, Friedrich Emil Krauß, übernahm ab 1919 die Leitung des Werkes. 1937 wurden die Kraußwerke vom Amt für Schönheit der Arbeit als nationalsozialistischer Musterbetrieb ausgezeichnet. 1939 waren in den Kraußwerken 900 Arbeiter und Angestellte beschäftigt, wobei deren Zahl durch Einziehung zur Wehrmacht während der Kriegsjahre wieder stark abnahm. Am Ende des Zweiten Weltkrieges, am 8. Mai 1945 hatte die Firma noch 450 Arbeiter und Angestellte.

#### Trommelwaschmaschine von Krauß
Der Firmengründer, Karl Louis Krauß begann im Jahre 1902 mit der Entwicklung einer Ganzmetallwaschmaschine auf Basis des Trommelprinzips mit Kohlefeuerung und Handantrieb der Trommel. Diese erste Waschmaschine der Kraußwerke wurde bekannt unter dem Namen Dampfwaschmaschine System Krauß. Die Bezeichnung Dampfwaschmaschine besagte im Prinzip dabei, dass die Lauge in der Maschine zum Kochen gebracht wurde. Diese Waschmaschinen konnten nur in einem Waschhaus aufgestellt werden, da während der Kochphase am Deckel und an den Lagerstellen größere Mengen an Dampf austraten. Die Luft war im Waschhaus voller Wasserdampf. Die Dampfschwaden hatten einen unangenehmen Geruch. Auch wegen des notwendigen Schornsteinanschlusses für die Kohlefeuerung war das Betreiben der Waschmaschine nur in einem Waschhaus möglich.

#### Fortschritt durch Elektrifizierung
1923/24 setzte die Elektrifizierung der Haushalte in größerem Stil ein. 1927/28 haben z. B. in Berlin die Hälfte der Haushalte elektrischen Strom. Die Elektrifizierung führte auch zu einer Reihe von Neuentwicklungen bei Waschmaschinen mit wesentlich verbesserten Gebrauchswerteigenschaften. So wurden die Waschmaschinen direkt von einem Elektromotor angetrieben. Neben der althergebrachten Kohlefeuerung wurde nun die Waschmaschine mit Gas oder mit Strom beheizt. Auch die Firma Krauß wartete mit Neuentwicklungen auf. 1923 kam die Dampfwaschmaschine mit elektrischem Antrieb und Wendegetriebe für die Trommel (Drehrichtungswechsel) auf dem Markt.

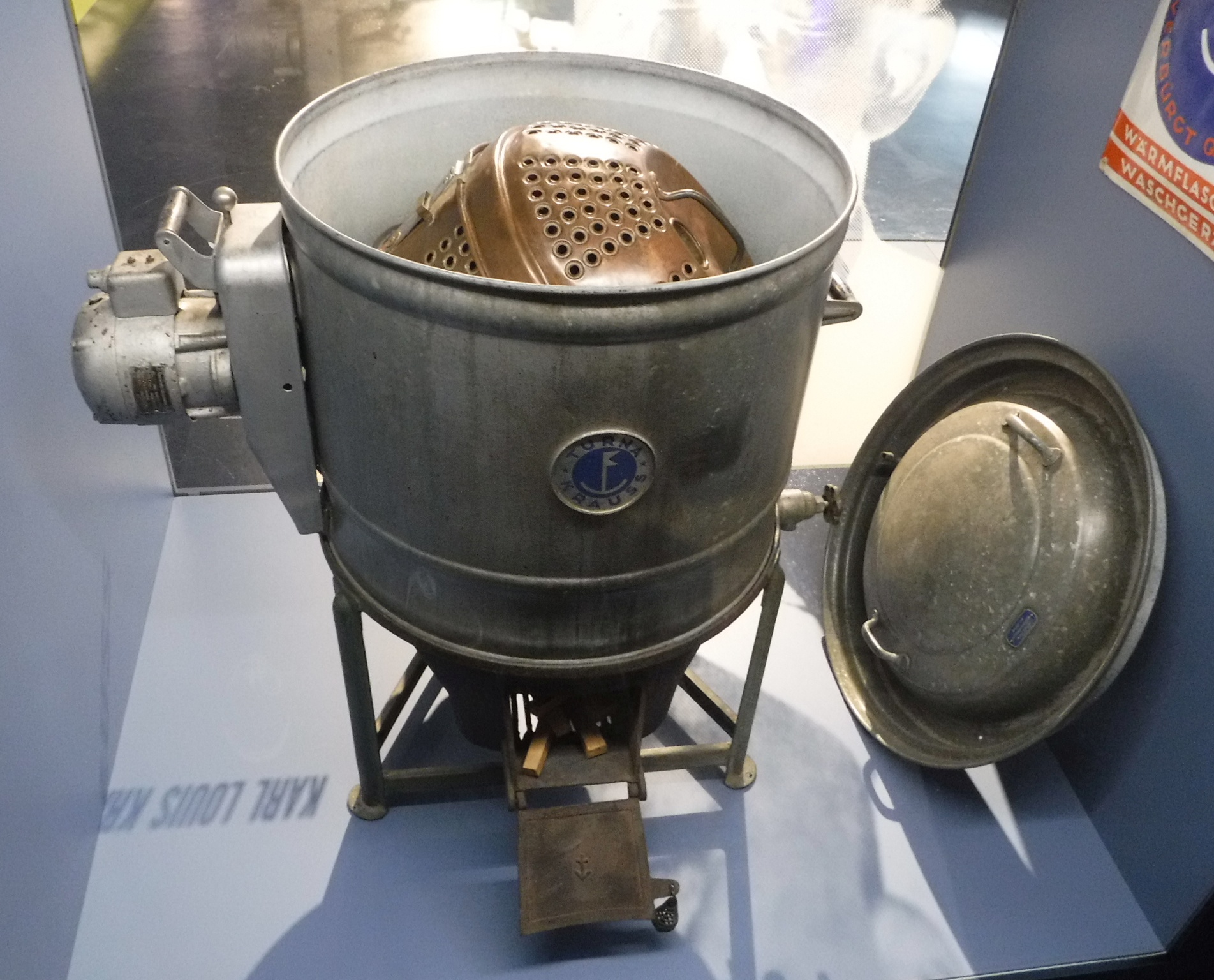
Turna Krauss mit der ersten gelochten Waschtrommel der Welt

1935 brachte die Firma Krauß eine neue Baureihe an Trommelwaschmaschinen (Typbezeichnung Turna) mit unterschiedlichem Fassungsvermögen für die Wäsche heraus. Das Neue dieser Waschmaschine war eine pendelnd gelagerte Trommel mit kugelförmiger Gestalt in einem durch Elektromotor angetriebenen Kreuzgelenkrahmen. Alle Geräte dieser Baureihe konnten wahlweise mit Kohle-, Gas- oder Elektroheizung geliefert werden. Die Waschgeräte der Firma Krauß waren meist mit einem Vorwärmbehälter ausgerüstet. Bei Waschmaschinen mit Kohle oder Gasheizung wurden die Abgase bzw. Rauchgase zur Erwärmung des Wassers im Vorwärmbehälter genutzt. Bei Waschmaschinen mit Elektroheizung wurde der Vorwärmbehälter auf dem Waschkessel aufgesetzt. Das im Vorwärmbehälter erwärmte Wasser konnte für Spülgänge oder für den nächsten Waschgang genutzt werden.
Neben dem Waschmaschinensortiment produzierten die Kraußwerke Wäscheschleudern, Wäschepressen, Badewannen aus verzinktem Blech, Waschwannen, Wäschestampfer u. ä. Erzeugnisse.

#### Umstellung der Produktion in den Jahren 1939 bis 1945
Statt Haushaltsgeräte aller Art mussten in den Jahren des Zweiten Weltkrieges bis 1945 Metallerzeugnisse für die Rüstungsindustrie (Flugzeugteile, Munitionskästen, Tropenkoffer, Teile für Panzerfäuste und Handgranaten, Kartuschen, Stahlhelme und Feldflaschen) hergestellt werden. Es wurden auch noch einige wenige Waschgeräte produziert. Waren bereits während des Ersten Weltkrieges 70 Italiener und Franzosen als Kriegsgefangene in den Fabriken tätig, so kamen während des Zweiten Weltkrieges 297 Zwangsarbeiter in den Kraußwerken zum Einsatz.

#### Nachkriegszeit
Mit dem Zusammenbruch der deutschen Wirtschaft im Jahre 1945 kam in den meisten Betrieben die Produktion zum Erliegen, so auch in den Kraußwerken. Aber bald wurde durch den Firmeninhaber Friedrich Emil Krauß mit dem intakten Maschinenpark und den noch vorhandenen Materialreserven auf Friedensproduktion umgestellt. Im August 1945 wurde der Unternehmer enteignet, zu 12 Jahren Haft verurteilt und nach 9 Jahren 1954 in die Bundesrepublik Deutschland entlassen.
Die Kraußwerke wurden von August 1945 bis Mitte 1946 unter der Aufsicht sowjetischer Offiziere mit etwa 80 Arbeitskräften als Reparationszahlung demontiert und die Maschinen in die Sowjetunion verbracht. Nach der Verhaftung des Firmeninhabers wurden die Kraußwerke treuhänderisch verwaltet. Die sowjetische Militäradministration genehmigte 1946 die Wiederaufnahme der Produktion mit den wenigen noch vorhandenen Ausrüstungen und Materialresten. So entstanden mit etwa 80 Arbeitern vorwiegend in Handarbeit Blechhandkoffer und Erzkisten für die Wismut AG. Auch Sonderaufträge für die Besatzungsmacht gehörten zum Fertigungsprogramm. 1947 und 1948 wurden einige Blechprodukte wie Gabeln, Kartoffelkörbe, Futtereimer erzeugt. Von 1947 bis 1948 konnten knapp 1.000 Waschmaschinen und Schleudern aus den noch vorhandenen Halbfertigteilen montiert werden.

### VEB Waschgerätewerk Schwarzenberg

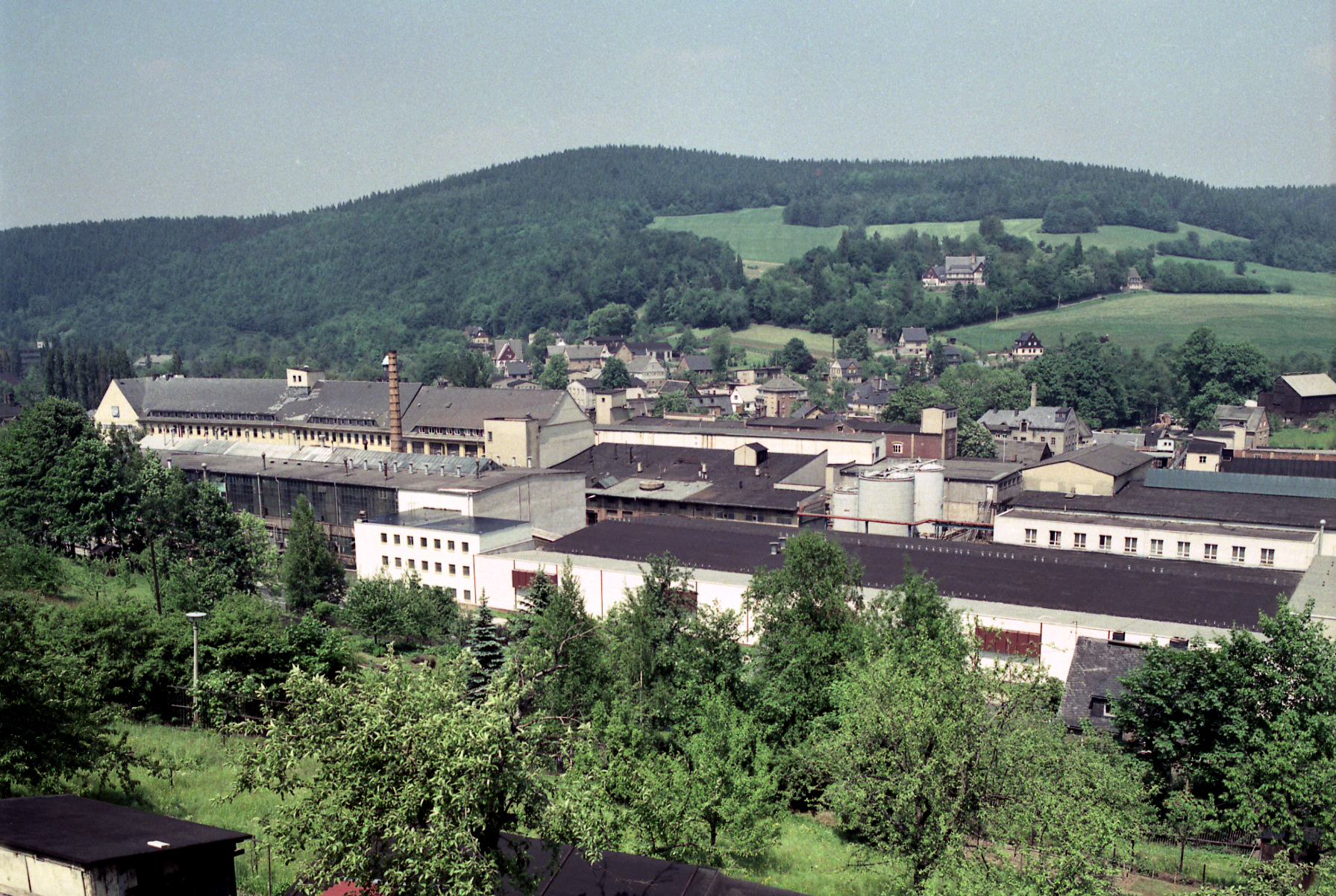
Überblick VEB Waschgerätewerk Schwarzenberg Werk 1 (Hauptwerk)

Am 1. Juli 1947 wurden die Kraußwerke in VEB Erzgebirgische Waschgerätefabrik umbenannt. 70 Prozent der Produktionsfläche diente allerdings als Zentrallager der Wismut AG. Diese Räume konnten erst 1958 wieder für die Produktion genutzt werden. Aus alten Maschinenteilen wurden einige Planierbänke, Sickenmaschinen und Punktschweißmaschinen wieder hergerichtet. Firmen, die keine Voraussetzungen für eine Produktion mehr hatten, lieferten Pressen oder diese wurden von Betrieben aus der (alten) Bundesrepublik ausgeliehen. Auch die von der Demontage nicht erfasste Friktionspresse kam wieder zum Einsatz. Diese Pressen waren ein bescheidener Grundstock für eine Stanzerei. Die Stanzerei wurde in den 1950er-Jahren mit weiteren Ziehpressen und Exzenterpressen erweitert.

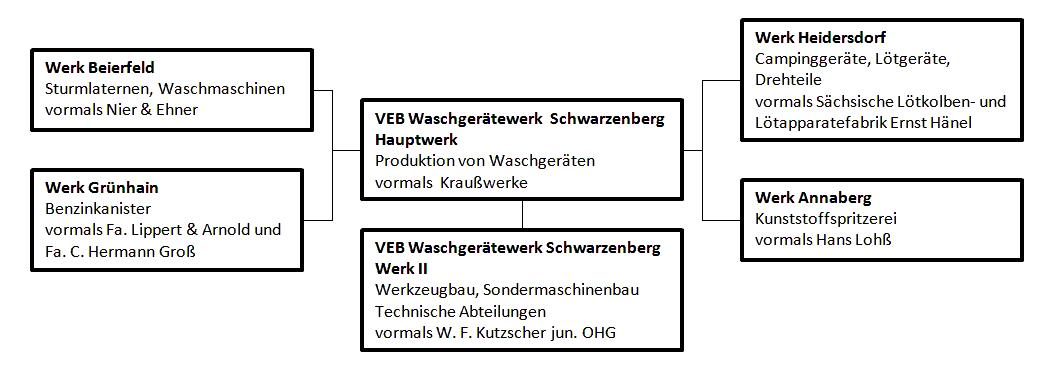
Betriebsstruktur VEB Waschgerätewerk Schwarzenberg 1989

Das damalige übergeordnete Wirtschaftsorgan, die VVB Eisen-Blech-Metallwaren, stellte bald die Aufgabe, in größerem Umfang Waschmaschinen für die Bevölkerung zu produzieren. 1952 wurde der Name VEB Erzgebirgische Waschmaschinenfabrik in VEB Waschgerätewerk Schwarzenberg geändert. Dieser Name blieb bis zur Wende im Jahr 1990 erhalten. Das Produktionssortiment wurde bis Mitte der 1950er-Jahre in keiner Weise dem Firmennamen gerecht. Von 1949 bis 1955 wurden lediglich 4.612 Stück Waschmaschinen Turna, dem Vorkriegsmodell der Kraußwerke, hergestellt. Das war ein Jahresdurchschnitt von ca. 660 Geräten. Hauptprodukte waren verschiedene Blechartikel wie Waschwannen, Kinderbadewannen, Mülltonnen, Dachfenster.
Im Laufe der Jahre entwickelte sich der VEB WGW zu einem leistungsstarken Betrieb. Der Betrieb wurde mit neuen Gebäuden und technologischen Einrichtungen erweitert. Er produzierte ein umfangreiches Sortiment an Waschgeräten in hohen Stückzahlen für den Bedarf der DDR und für den Export. Die Ausstattung mit Waschmaschinen betrug 1990 95 Prozent. Der VEB WGW hatte einen eigenen Werkzeug- und Sondermaschinenbau und einen Betrieb für die Produktion von Kunststoffteilen. Neben der Produktion von Waschgeräten wurden in den Zweigwerken Sturmlaternen, Campinggeräte, Lötgeräte, Benzinkanister und ähnliche Erzeugnisse produziert.

## Meilensteine der Waschgeräteproduktion im VEB WGW

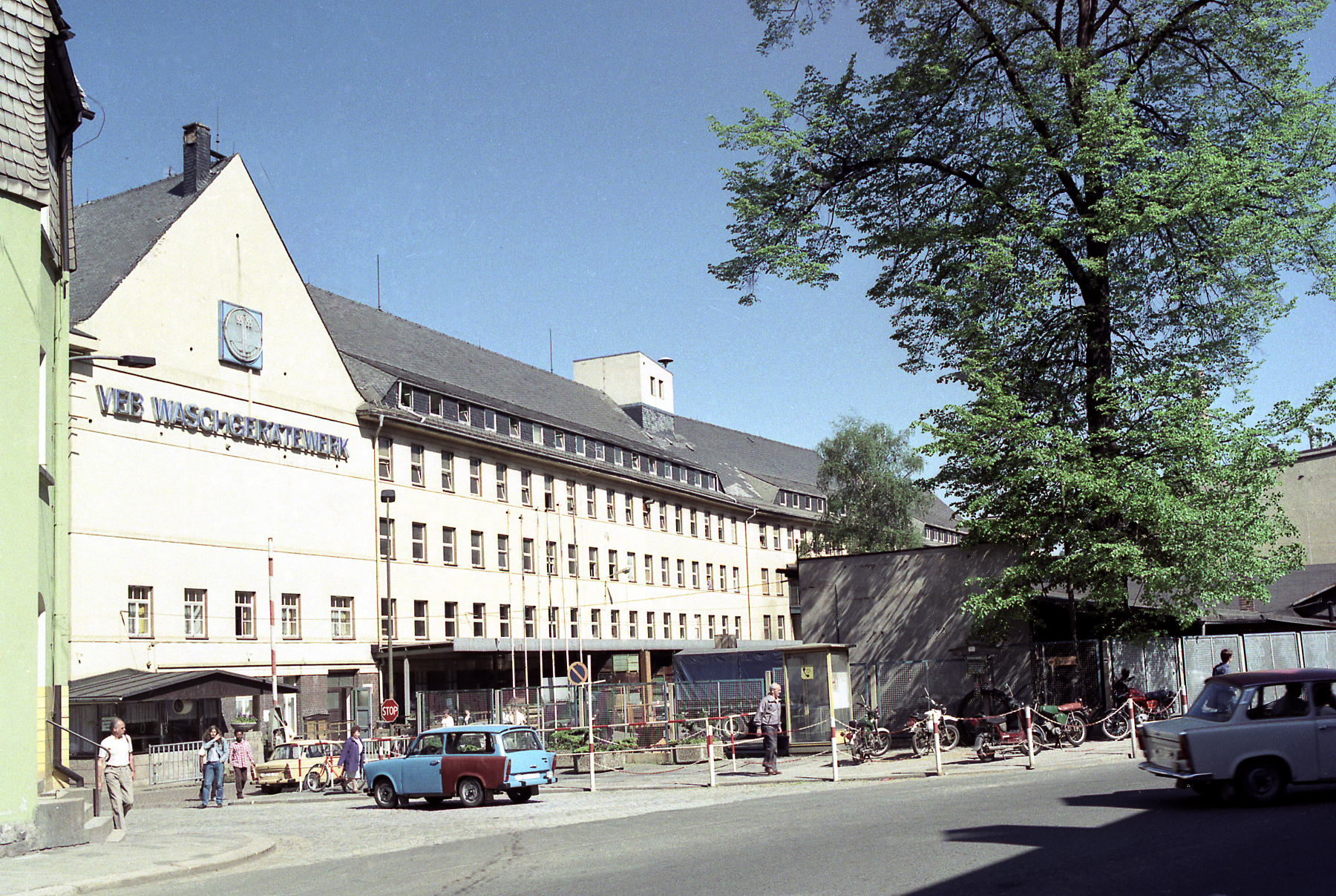
Haupttor VEB Waschgerätewerk Schwarzenberg Werk 1

Der VEB WGW entwickelte und produzierte Waschmaschinen und Entwässerungsgeräte. Im Einzelnen waren das Wellenradwaschmaschinen, Waschhalbautomaten, Waschautomaten und Waschvollautomaten nach dem Trommelsystem, Wäschepressen und Wäscheschleudern.
Die Wiederaufnahme der Waschmaschinenproduktion nach dem Zweiten Weltkrieg erfolgte im Jahre 1949 mit dem Modell Turna der Kraußwerke. Die Turna war eine Waschmaschine mit einer kugelförmigen Trommel und Kohlefeuerung. Die von einem Elektromotor angetriebene Kugeltrommel war im Waschbehälter kardanisch gelagert, sodass sie während des Waschvorganges taumelnde Bewegungen vollführte.

### Wellenradwaschmaschinen

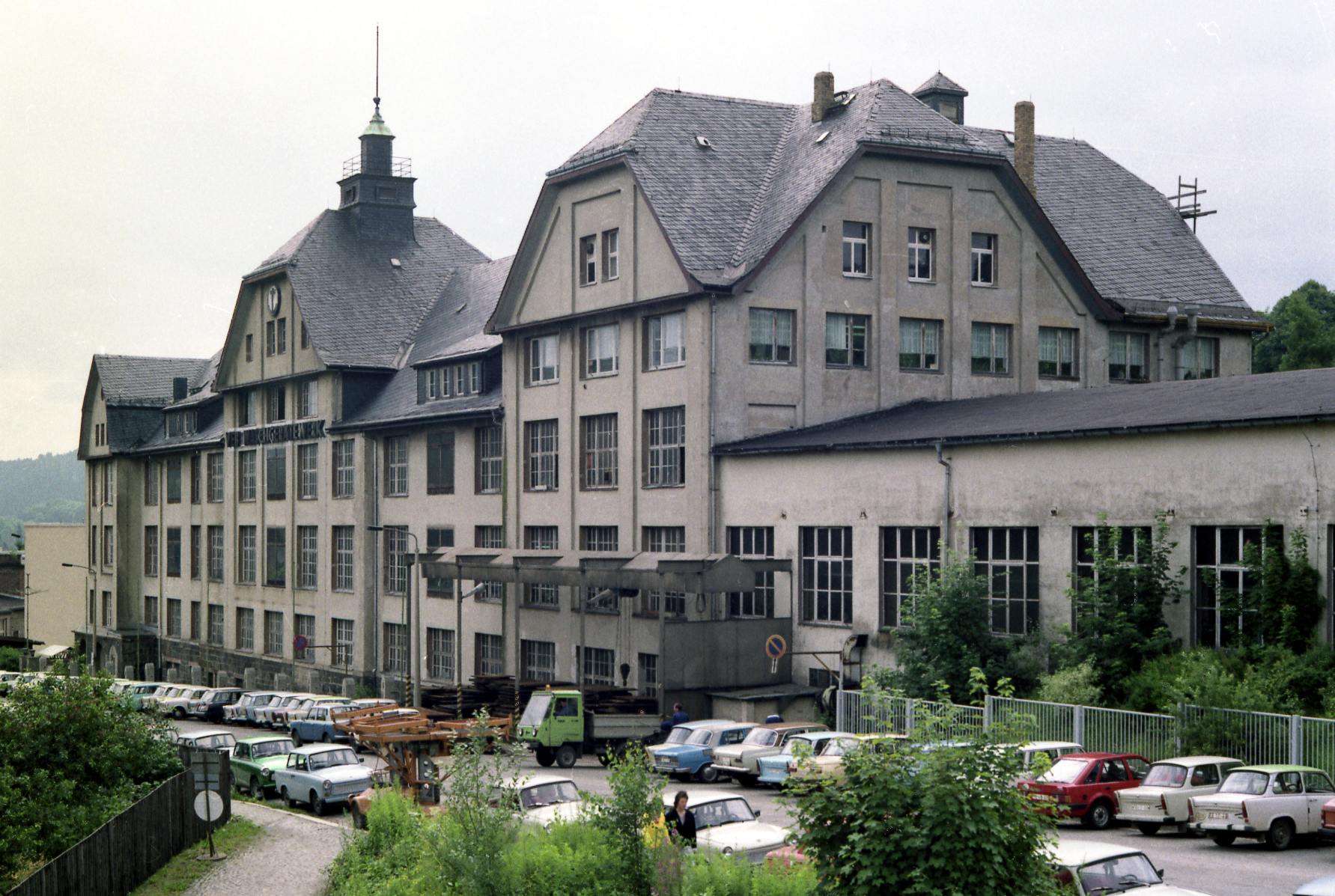
VEB Waschgerätewerk Schwarzenberg Werk 2

1955 wurde die erste Eigenentwicklung des VEB WGW, die Wellenradwaschmaschine Combi, in die Serie überführt. Die Combi bot zusätzlich eine Möglichkeit zum Wäscheschleudern durch eine im Waschbehälter einsetzbare Schleuder. Anstelle des Wellenrades wurde dazu ein Windflügel aufgesteckt, in dessen Luftstrom die Wäsche vorgetrocknet wurde. Diese Waschmaschine war ein großer Fortschritt, denn sie war etagengerecht ausgeführt und konnte an das Haushaltstromnetz mittels Schutzkontaktsteckdose angeschlossen werden.
Danach folgten weiter verbesserte Entwicklungen von Wellenradwaschmaschinen in unterschiedlichen Ausführungen. Die letzte Entwicklung war die Wellenradwaschmaschine in Kompaktausführung WM 600, die noch bis ins Jahr 2000 produziert wurde. In dem Waschbehälter der verbesserten Wellenradwaschmaschinen konnte die Kleinschleuder TS 60/66 aufbewahrt werden.
Im VEB WGW produzierte Wellenradwaschmaschinen: Combi, Combi II, Reni, Bella, WM60, WM63, WM64, WM 66, WM 600.

### Trommelwaschmaschinen/ Waschautomaten
1958 wurde im VEB WGW mit der Produktion von Trommelwaschmaschinen (ohne Schleudergang) begonnen. In Trommelwaschmaschinen können die einzelnen Arbeitsgänge bis zum Spülen ohne Umpacken der Wäsche ablaufen. Für die Entwässerung der Wäsche nach dem Spülen in der Maschine wurde in den meisten Fällen eine Wäscheschleuder verwendet. Die erste im VEB WGW produzierte teilautomatische Trommelwaschmaschine war die TM 58. Das Waschen mit der TM 58 war noch umständlich, denn der jeweilige Arbeitsgang musste von Hand an einem Schalter eingestellt werden. An einem Thermometer konnte die aktuelle Waschtemperatur abgelesen werden.
In den folgenden Jahren wurde eine ganze Palette an Trommelwaschmaschinen, die sogenannten Waschautomaten (mit automatischem Programmablauf) entwickelt und in die Serienproduktion überführt. Für die DDR wurde (Stand 1987) der Bedarf an Waschautomaten auf ca. 200.000 Stück jährlich geschätzt, sodass im Jahre 1988/89 noch ein neuentwickelter Waschautomat in Kompaktausführung WA-k in die Großserie ging.
Im VEB WGW produzierte Trommelwaschmaschinen/ Waschautomaten: TM 58, TM 62, TM 64, WA 66, WA 662, WA 68, WA electronic02, WA-k, WA-ke.

### Waschvollautomaten

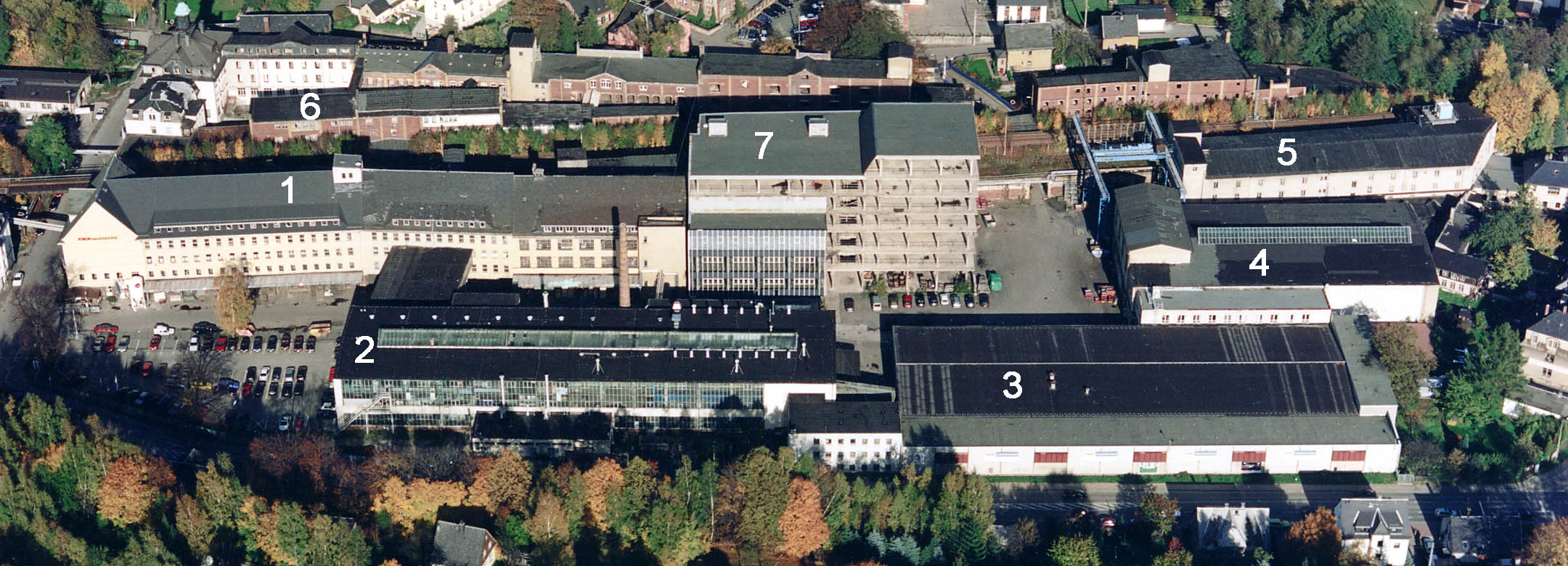
Luftbild VEB Waschgerätewerk Schwarzenberg Werk 1

Die 1958 begonnene Entwicklung eines Waschvollautomaten mit Bodenbefestigung (WA 61) für den Haushalt konnte ab 1961 in Serie produziert werden. Antrieb, Heizung und Programmablauf erfolgten elektrisch gesteuert. Waschen, Spülen und Schleudern bildeten einen kontinuierlichen, vollautomatischen Ablauf. Die Baugruppe Behälter mit Trommel und Antriebsmotor war bei diesem Waschvollautomaten noch in einem Gestell starr montiert, so dass eine Fußbodenbefestigung mit Steinschrauben notwendig war. Die Schleuderdrehzahl betrug 350/min. Das Gerät besaß einen Vorwärmbehälter mit einer Elektroheizung. Er lieferte heißes Wasser für den ersten und zweiten Spülgang. Das Gerät musste fest an ein Kraftstromnetz angeschlossen werden.
1966 wurde ein Waschvollautomat ohne Bodenbefestigung in Schmalbauweise mit der Typbezeichnung WVA 66 (Nachfolgegerät WVA 68) vorgestellt. Die Beschickung der Waschtrommel mit Wäsche erfolgte von oben (Toplader). Die Behälterbaugruppe mit Antriebssystem war schwingbeweglich in Federn zur Kompensation der Unwuchtkräfte während des Schleuderganges aufgehängt, sodass das Gerät ohne Bodenbefestigung betrieben werden konnte. Die Schleuderdrehzahl betrug 850/min. Das Gerät war auf ausfahrbaren Laufrollen ortsbeweglich. Der elektrische Anschluss erfolgte an einer üblichen Schutzkontaktsteckdose 10 A.

### Standardwaschmaschinen-Baureihe

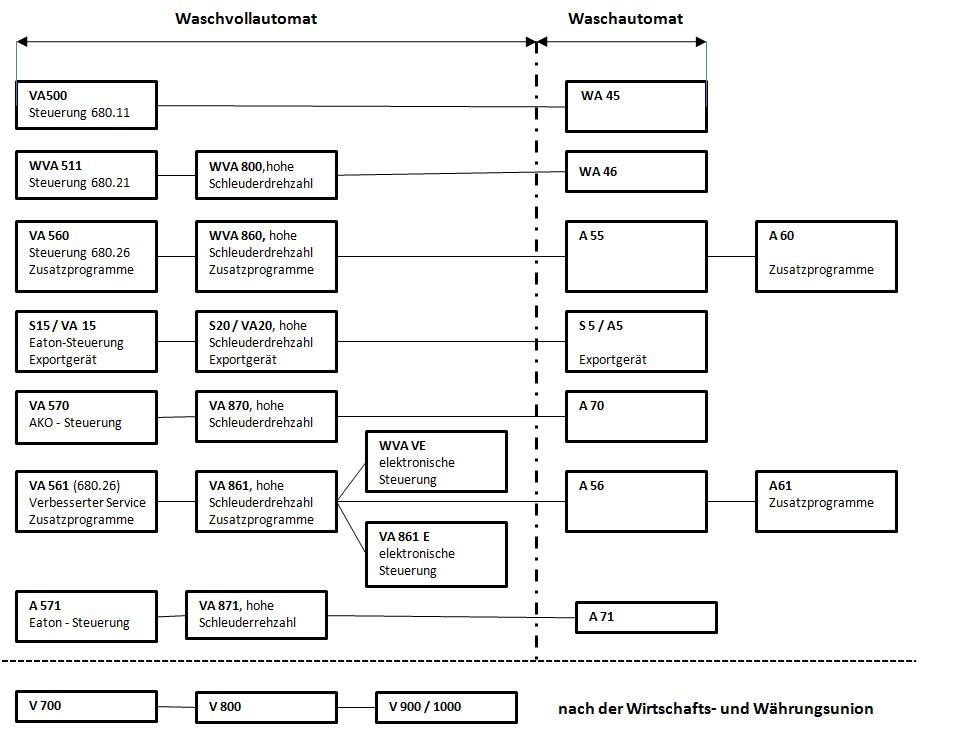
Übersicht über die Typenvielfalt der SWM-Baureihe

1974 wurde die Standardwaschmaschinenbaureihe (SWM-Baureihe) in die Serie überführt. Diese Baureihe enthielt Waschautomaten WA (ohne Schleudergang) und Waschvollautomaten WVA (mit Schleudergang) auf Basis von einheitlichen Bauteilen. Diese Baureihe wurde ständig weiterentwickelt und mit neuen Geräten ergänzt. Sie war die Hauptproduktion bis zum Jahr 1990. Die Typenvielfalt ist aus der Grafik zu ersehen. Mit der Einführung der SWM-Baureihe entstand im VEB WGW eine neue moderne Fertigung in der vorhandenen Bausubstanz, wobei die niedrigen Raumhöhen und die über mehrere Stockwerke verteilten Produktionsanlagen den technologischen Ablauf erschwerten. Trotzdem erfolgte die Fertigung nach damals international vergleichbarem Niveau in vielen Produktionsabschnitten. Die Produktionsabteilungen waren durch Stetigförderer weitestgehend verkettet. Alle Großbauteile wie Trommel oder Gehäuse wurden auf Transferstraßen gefertigt. Prüfbänder für die End- und Langzeitprüfung der Geräte waren vorhanden. Zur Lackierung des Gehäuses wurde eine neue Lackiererei mit elektrophoretischer Grundierung und elektrostatischer Decklackierung in Betrieb genommen. Die Waschmaschinentypen WVA-VE und VA861E waren vollelektronisch gesteuerte Geräte mit Wäscheunwuchterfassung und -korrektur. Sie enthielten auch ein Diagnosesystem für den Service.

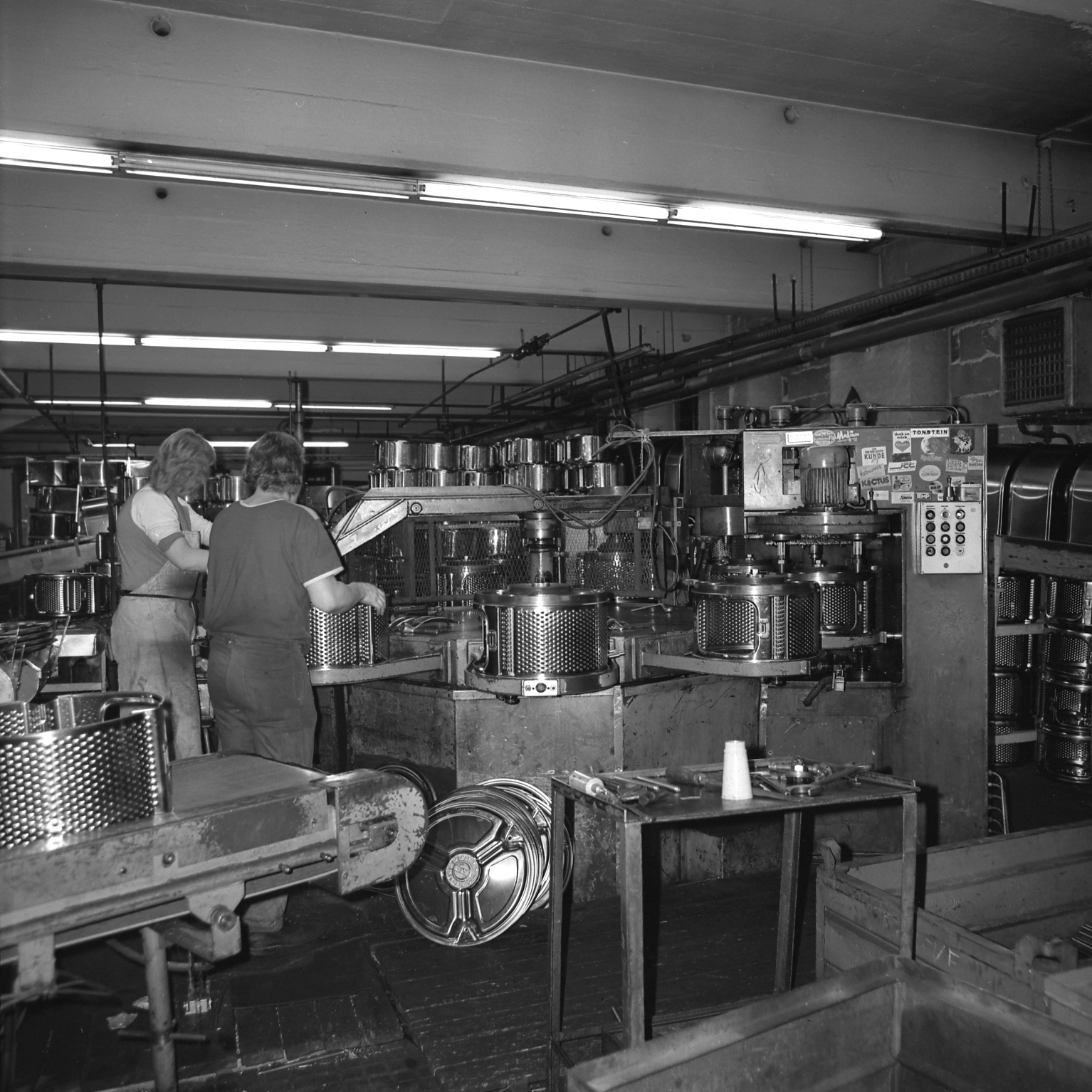
Transferstraße für die Trommelmontage
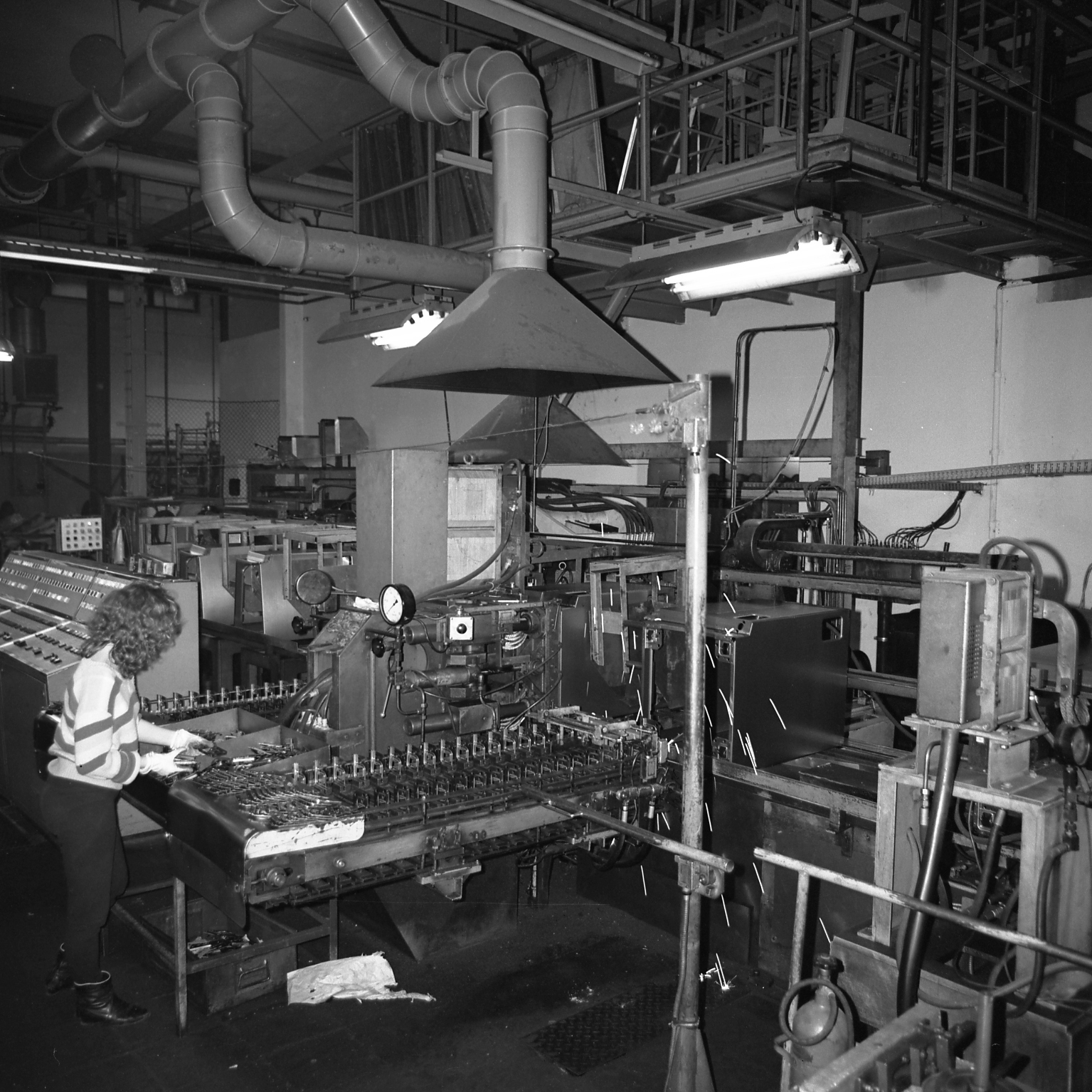
Transferstraße für die Gehäusefertigung
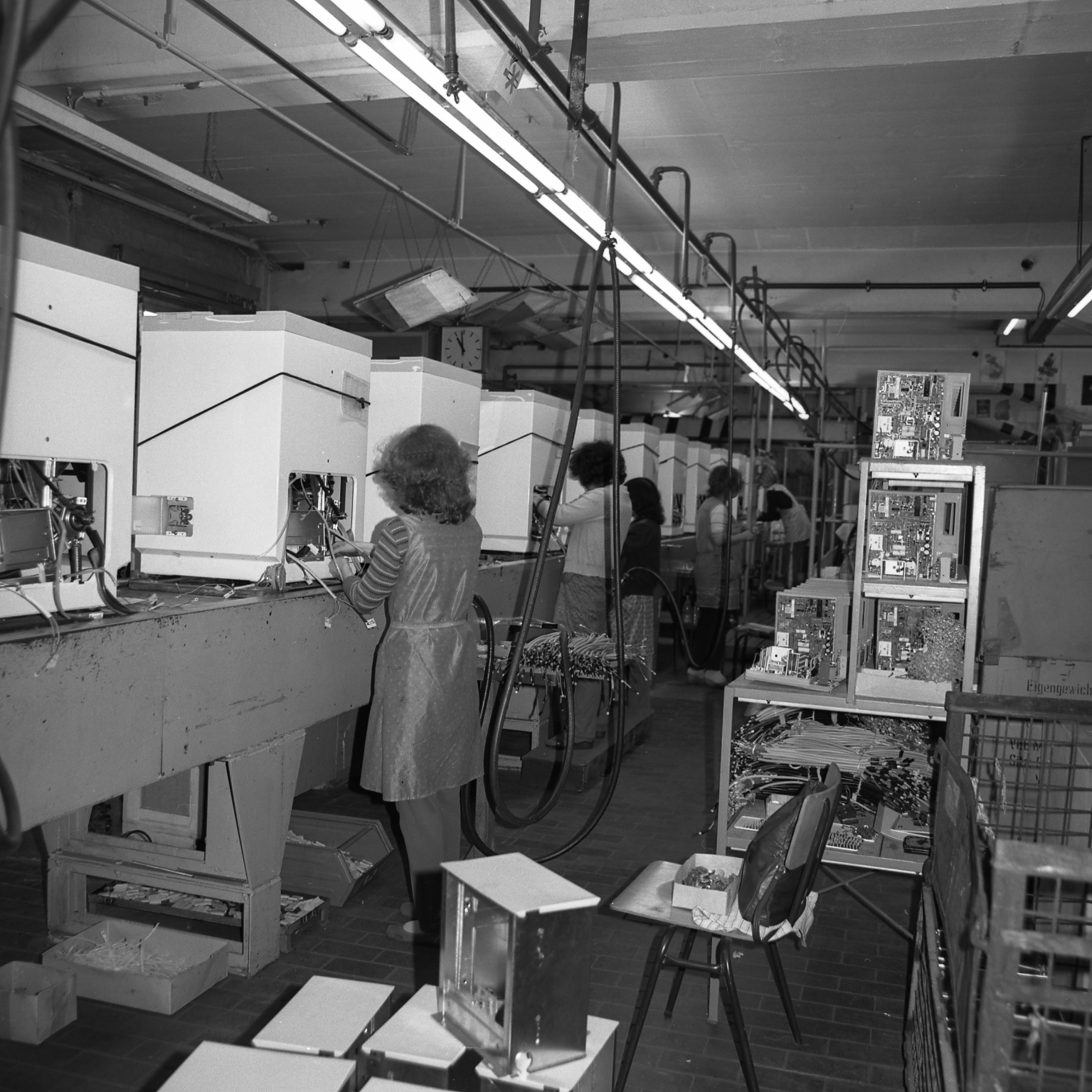
Teilansicht des Endmontagebandes
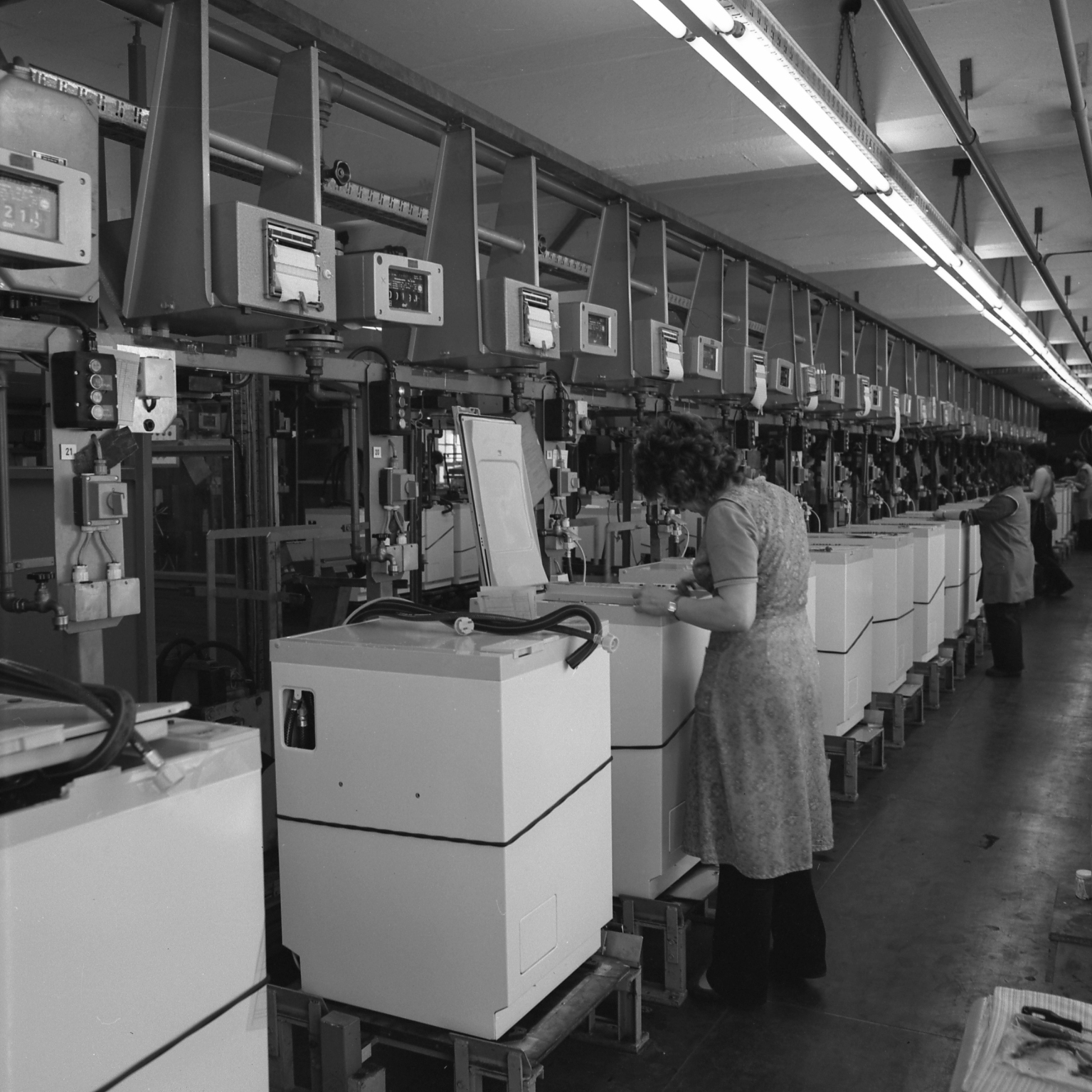
Langzeitprüfung der SWM-Geräte

### Wäscheschleudern (Kleinschleudern)
1960 wurde im VEB WGW eine Kleinschleuder mit der Typbezeichnung TS (Tischschleuder) 60 und später die TS 66 in die Serie überführt. Diese Kleinschleudern waren eine sinnvolle Ergänzung zu den Wellenradwaschmaschinen, die zudem in deren Waschbehälter aufbewahrt werden konnten. Die notwendigen kleinen Abmessungen der Schleudern wurden durch einen starren Aufbau und einen aufblasbaren Luftring, der unter die Schleuder gelegt wurde, möglich. Damit vollführte die gesamte Schleuder die zur Wäscheunwuchtkompensation notwendigen Schwingungen. Das Fassungsvermögen der TS 60 betrug 1,5 kg trockene Wäsche und entsprach somit dem Fassungsvermögen der Wellenradwaschmaschinen. Die Produktion der Kleinschleudern wurde 1986 unter anderem zum VEM Spinnflügelwerk Neudorf verlagert.

## Produzierte Stückzahlen
Stückzahlen und Preise (Mark (DDR)) einiger Waschgeräte von 1949 bis Mitte 1990

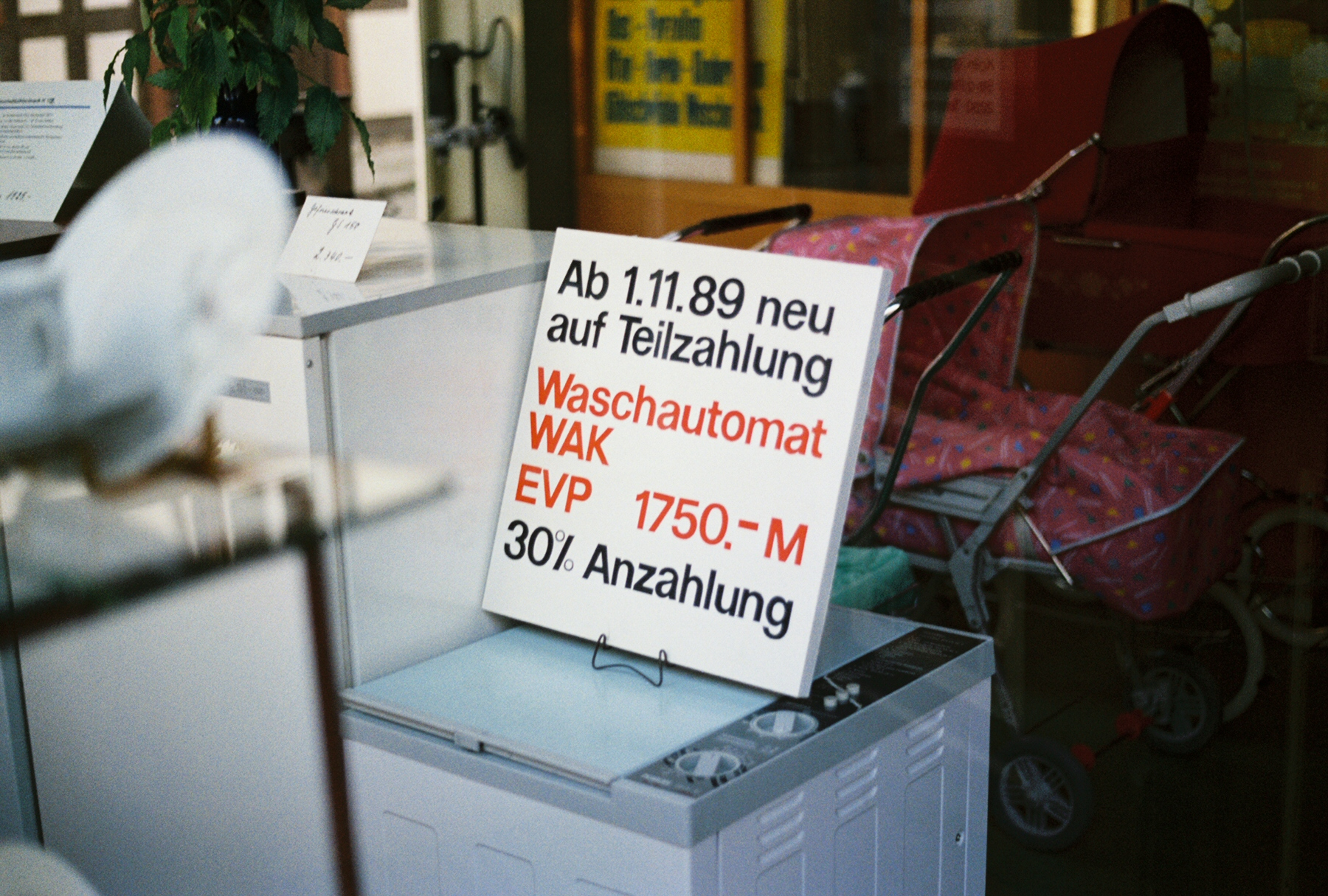
Waschautomat in einem Geschäft in Teterow, November 1989

| Gerätegruppe                          | Produktionsbeginn | Durchschnittspreis | Stückzahlen |
| ------------------------------------- | ----------------- | ------------------ | ----------- |
| Turna (Vorkriegsmodell)               | 1949              | 650,-              | 30.466      |
| Wellenradwaschmaschinen               | 1955              | 640,-              | 5.317.205   |
| Waschautomaten                        | 1958              | 1450,-             | 3.707.600   |
| Waschvollautomaten                    | 1961              | 2500,-             | 1.288.096   |
| Waschvollautomaten (vollelektronisch) | 1986              | 2700,-             | 277.399     |
| Kleinschleudern                       | 1960              | 280,-              | 3.400.000   |
| Gesamtstückzahl Waschgeräte           |                   |                    | 14.020.766  |